# Bahnhof Berlin Prenzlauer Allee
A Bahnhof Berlin Prenzlauer Allee egy S-Bahn állomás Németország fővárosában, Berlinben a Ringbahn vonalán. Az állomás 1892. május 1-én  nyílt meg, kezelője a DB Station&Service.

## Forgalom
| Járat | Útvonal | Gyakoriság csúcsidőben |
| ----- | --- | ---------------------- |
| ↻ ↺   | Gesundbrunnen – Schönhauser Allee – Prenzlauer Allee – Greifswalder Straße – Landsberger Allee – Storkower Straße – Frankfurter Allee – Ostkreuz – Treptower Park – Sonnenallee – Neukölln – Hermannstraße – Tempelhof – Südkreuz – Schöneberg – Innsbrucker Platz – Bundesplatz – Heidelberger Platz – Hohenzollerndamm – Halensee – Westkreuz – Messe Nord/ICC – Westend – Jungfernheide – Beusselstraße – Westhafen – Wedding – Gesundbrunnen | 05 perc                |
|       | Birkenwerder – Hohen Neuendorf – Bergfelde – Schönfließ – Mühlenbeck-Mönchmühle – Blankenburg – Pankow-Heinersdorf – Pankow – Bornholmer Straße – Schönhauser Allee – Prenzlauer Allee – Greifswalder Straße – Landsberger Allee – Storkower Straße – Frankfurter Allee – Ostkreuz – Treptower Park – Plänterwald – Baumschulenweg – Schöneweide – Betriebsbahnhof Schöneweide – Adlershof – Grünau (– Eichwalde – Zeuthen)                      | 20 perc                |
|       | Pankow – Bornholmer Straße – Schönhauser Allee – Prenzlauer Allee – Greifswalder Straße – Landsberger Allee – Storkower Straße – Frankfurter Allee – Ostkreuz – Treptower Park – Plänterwald – Baumschulenweg – Schöneweide (– Betriebsbahnhof Schöneweide – Adlershof – Grünau) | 20 perc                |

## Szomszédos állomások
Az állomáshoz az alábbi állomások vannak a legközelebb:
- S-Bahnhof Schönhauser Allee (S41)
- S-Bahnhof Schönhauser Allee (Bahnhof Berlin Beusselstraße, S42)
- S-Bahnhof Schönhauser Allee (Birkenwerder station, S8)
- S-Bahnhof Schönhauser Allee (Berlin-Waidmannslust station, S85)
- Bahnhof Berlin Greifswalder Straße (Bahnhof Berlin Beusselstraße, S41)
- Bahnhof Berlin Greifswalder Straße (S42)
- Bahnhof Berlin Greifswalder Straße (Wildau railway station, S8)
- Bahnhof Berlin Greifswalder Straße (Berlin-Grünau station, S85)